# Gmina Douglas (hrabstwo Audubon)

Położenie Gminy Douglas w hrabstwie Audubon

Gmina Douglas (ang. Douglas Township) – gmina w USA, w stanie Iowa, w hrabstwie Audubon. Według danych z 2000 roku gmina miała 286 mieszkańców.